# Индустриальный (Татарстан)
 Индустриальный  — поселок в Аксубаевском районе Татарстана.  Входит в состав Староузеевского сельского поселения.

## География
Находится в южной части Татарстана на расстоянии приблизительно 9 км на запад-северо-запад по прямой от районного центра поселка Аксубаево. 

## История
Основан в 1920-х годах выходцами из села Новая Киреметь. Первоначально назывался Енбаевка, позже Индустрия.

## Население
Постоянных жителей было: в 1926 - 282, в 1938 - 336, в 1949 - 329, в 1958 - 279, в 1970 - 268, в 1979 - 215, в 1989 - 69, в 2002 году 64 (татары 98%), в 2010 году 55.